# Трафинело I (Кротоне)
Трафинело I је насеље у Италији у округу Кротоне, региону Калабрија.
Према процени из 2011. у насељу је живело 589 становника. Насеље се налази на надморској висини од 34 м.